# Sportyvnyj Klub Tavrija Simferopol'
Il SK Tavrija Simferopol' (in ucraino Спортивний Клуб Таврія Сімферополь?, trasl. alternativa: SC Tavriya Simferopol) è stata una società di calcio di Sinferopoli, in Ucraina.

## Storia
Il club fu fondato nel 1958 come Avanhard Simferopol', e durante l'era sovietica non riuscì a raggiungere alcun risultato sportivo degno di nota. Nel 1963 cambiò nome in quello attuale. Dopo la dissoluzione dell'Unione Sovietica, il club fu tra i fondatori del campionato ucraino. Proprio al debutto del nuovo campionato, il Tavrija vinse la prima edizione. Nel 2008-2009 ha disputato l'Intertoto: dopo aver eliminato i moldavi del Tiraspol al secondo turno, è stato poi eliminato dai francesi del Rennes.
Nel 2010 vince la Coppa d'Ucraina accedendo così alla fase preliminare della UEFA Europa League 2010-2011. Nel 2014 il club è retrocesso per la prima volta nella sua storia, nella seconda divisione ucraina, ma presenta domanda alla UEFA per poter passare nel campionato russo in seguito all'annessione della Crimea da parte della Russia. Nel 2015 la Federazione Calcistica Ucraina ha annunciato che il club verrà rifondato e che disputerà le sue gare interne nell'Oblast' di Cherson.
La società annuncia il 29 marzo 2022 di dover chiudere nuovamente i battenti per via della crisi russo-ucraina.

## Strutture

### Stadio
Lo Stadio Lokomotiv, che ospita le partite interne, ha una capacità di 19.978 spettatori. Il Tavrija vi ha giocato fino al 2014, anno dell'annessione della Crimea alla Russia. Dal suo reintegro nel calcio ucraino, avvenuto nel 2015, la squadra gioca le sue gare interne a Beryslav, nell'Oblast' di Cherson.

## Palmarès

### Competizioni nazionali
- Pervaja Liga sovietica: 1

1980
- Coppa della RSS Ucraina: 2

1970, 1974
- Vtoraja Liga sovietica: 3

1973 (Girone 1), 1985 (Girone 6), 1987 (Girone 6)
- Campionato ucraino: 1

1992
- Coppa d'Ucraina: 1

2009-2010

### Altri piazzamenti
- Pervaja Liga:

Terzo posto: 1977
- Coppa dell'Unione Sovietica:

Semifinalista: 1986-1987
- Coppa d'Ucraina:

Finalista: 1993-1994
Semifinalista: 1994-1995, 2006-2007
- Supercoppa d'Ucraina:

Finalista: 2010
- Coppa Intertoto UEFA:

Finalista: 2008